# Spalangia slovaca
Spalangia slovaca är en stekelart som beskrevs av Boucek 1963. Spalangia slovaca ingår i släktet Spalangia och familjen puppglanssteklar. Inga underarter finns listade i Catalogue of Life.